# Polk City (Florida)
Polk City és una població dels Estats Units a l'estat de Florida. Segons el cens del 2000 tenia 1.516 habitants.

## Demografia
Segons el cens del 2000, Polk City tenia 1.516 habitants, 542 habitatges, i 422 famílies. La densitat de població era de 760,2 habitants/km².
Dels 542 habitatges en un 39,1% hi vivien nens de menys de 18 anys, en un 55,4% hi vivien parelles casades, en un 14,9% dones solteres, i en un 22% no eren unitats familiars. En el 17,2% dels habitatges hi vivien persones soles el 5,2% de les quals corresponia a persones de 65 anys o més que vivien soles. El nombre mitjà de persones vivint en cada habitatge era de 2,8 i el nombre mitjà de persones que vivien en cada família era de 3,07.
Per edats la població es repartia de la següent manera: un 29,8% tenia menys de 18 anys, un 7,4% entre 18 i 24, un 32,4% entre 25 i 44, un 19,9% de 45 a 60 i un 10,6% 65 anys o més.
L'edat mediana era de 34 anys. Per cada 100 dones de 18 o més anys hi havia 95,6 homes.
La renda mediana per habitatge era de 32.083 $ i la renda mediana per família de 36.705 $. Els homes tenien una renda mediana de 28.158 $ mentre que les dones 20.579 $. La renda per capita de la població era de 14.108 $. Entorn del 13,6% de les famílies i el 13,4% de la població estaven per davall del llindar de pobresa.

## Poblacions més properes
El següent diagrama mostra les poblacions més properes.